# Wildfire Games
Wildfire Games, vormals Wildfire Studios, ist ein 2002 aus Modding-Teams gegründetes unabhängiges Spieleentwicklungsstudio. Es begann mit der Arbeit an dem eigenständigen Titel 0 A.D. im Echtzeit-Strategiespiel-Genre, dessen Code, Artwork und Engine 2009 frei veröffentlicht wurde. Letztlich formte sich eine Gruppe von mehrheitlich ehrenamtlichen Spieleentwicklern, die mit einer Gemeinschaft von Freiwilligen an der Fertigstellung des Spiels und der Verbesserung seiner Engine arbeitet. Das Logo zeigt das Kanji für „Feuer“.

## Geschichte
Die Wildfire Studios entstanden Anfang 2001 als Modding-Team für Age of Empires II. Die Modifikation Rome At War für den zweiten Teil der Spielereihe wurde im Mai desselben Jahres herausgebracht.
Ursprünglich sollten ab 2002 Total Conversions – nicht nur eine Veränderung (Modifikation), sondern eine weitgehende Überarbeitung eines Spieles – folgen, was in Ideen zu The Last Alliance und 0 A.D. mündete. Man entschied sich, ein eigenständiges Echtzeitstrategiespiel mit dazugehörender Spiel-Engine zu entwickeln. Daran wird bis heute gearbeitet. Noch 2002 kam es zur Umbenennung in Wildfire Games, da bereits ein Spieleentwickler gleichen Namens existierte.
Aus dem „Entwicklungsstudio“ wurde eine Entwicklungsgemeinschaft. Diese besteht aus Ehrenamtlichen und Freiwilligen aus der ganzen Welt. Sie nimmt Aufgaben aus allen Bereichen der Spieleentwicklung wahr, sodass sich neue Leute mit verschiedenen Talenten daran beteiligen können.

### Rome at War
Die populäre Rome at War-Modifikation von 2001 benötigt Age of Empires II: Age of Kings, sowie Age of Empires II: The Conquerors Expansion. Sie ist als Freeware in einer Scenario-Version und einer Multiplayer-Version erhältlich und lässt sich mit installiertem Mod Pack Studio (Lite) in Version 2.0 oder höher integrieren.
Es werden die mesoamerikanischen Zivilisationen der Azteken und Maya durch die Römer und Griechen ersetzt. Der Rhein, das Mittelmeer, Nordafrika oder der Hadrianswall, sowie griechische Stadtstaaten (siehe Pólis) bilden die Gebiete für Szenarien. Neue Einheiten wurden geschaffen, darüber hinaus Gebäude und passendes Artwork für die Umgebungen. Weitere Adaptionen erfolgten bei Oberflächen, Graphik- und Audioausgabe.

## Pyrogenesis
Die eigens erstellte Spiel-Engine namens Pyrogenesis (von griech. Pyr, „Feuer“ und Génesis, „Ursprung, Beginn“) wurde geschaffen, um sie als Basis für 0 A.D. und weitere Spiele bzw. Ableitungen wie The Last Alliance, BYZEN – 1811 und 0BC Time Machine zu verwenden.
Anfangs Prometheus genannt in Anlehnung an die griechische Mythologie, wurde 2004 eine neue Bezeichnung gefunden, da der Name anderweitig vergeben war. Durch die Engine sind darauf aufbauende Projekte portabel, können außer unter Windows auch unter GNU/Linux, Mac OS X und Android laufen. Sie wird zusammen mit dem Spiel fortentwickelt und ist frei verfügbar.
Projekte, die die Pyrogenesis-Engine nutzen, sind bzw. waren:
| Spieltitel                         | Spielart                  | Spielgenre         | Spielstatus                       |
| ---------------------------------- | ------------------------- | ------------------ | --------------------------------- |
| 0 A.D., Teil I – Empires Ascendant | eigenständiges Spiel      | Echtzeit-Strategie | in stetiger Entwicklung, Alpha 24 |
| 0 A.D., Teil II                    | Erweiterung (Add-on)      | Echtzeit-Strategie | Konzept, in Planung               |
| Millennium A.D.                    | Modifikation (Conversion) | Echtzeit-Strategie | A23-Mod erschienen                |
| 0 A.D. Terra Magna                 | Modifikation              | Echtzeit-Strategie | A23-Mod erschienen                |
| Aristeia                           | Modifikation              | Echtzeit-Strategie | A23-Mod erschienen                |
| 0 A.D. Delenda Est                 | Modifikation              | Echtzeit-Strategie | A23-Mod in Arbeit                 |
| BYZEN – 1811                       | Abspaltung (Fork)         | Echtzeit-Strategie | Spiel 2016 erschienen             |
| 0BC Time Machine                   | Abspaltung                | Echtzeit-Strategie | in Entwicklung                    |
| The Last Alliance                  | Abspaltung                | Echtzeit-Strategie | Konzept, ruhend                   |

### 0 A.D.
0 A.D. – Empires Ascendant ist ein Echtzeit-Strategiespiel für die Plattformen Windows, Mac OS X und GNU/Linux, entwickelt von Wildfire Games.
Schon seit 2000 wurde über ein Konzept zu einem Spiel wie 0 A.D. nachgedacht. Die Arbeit daran startete als Kollaboration zwischen verschiedenen Gruppen mit unterschiedlichen Ideen. Eine Spielergruppe namens Tonto Clan machte den Vorschlag einer Neuauflage des ersten Age-of-Empires-Teiles (The Rise of Rome), dies sollte an die Ensemble Studios weitergeleitet werden. Allerdings dachte man dort an ein Spiel zwar in diesem Zeitrahmen, aber mit mythologischen statt historischen Inhalten, nicht an ein Remake – später entstand Age of Mythology daraus.
Das Modding-Team hinter Rome at War, die Wildfire Studios, begann Ende 2001 ein weiteres Projekt mit einem spielbaren Zeitrahmen von 500 v. Chr. bis 500 n. Chr. (also in etwa die Epoche der Antike in der Eisenzeit). Dieses war ursprünglich auch nur eine Mod-Idee, allerdings diesmal als Total Conversion angelegt. Durch die Einschränkungen der Age-of-Empires-Serie wurde dann aber der Schritt gewagt, mit 0 A.D. ein eigenständiges Spiel zu erstellen. Ein Fantasy-Mod-Team wollte ebenfalls über das Modifizieren/Konvertieren der Originalspiele hinaus und begann, sich für ein Spiel mit eigener Engine, das spätere The Last Alliance-Projekt (TLA), zu interessierten.
Schlussendlich entstand daraus Anfang 2002 das Konzept einer unabhängigen Spiel-Engine für 0 A.D. und TLA, Mitte 2003 wurde ein gemeinsames Spiele-Design beschlossen. Von 2003 bis 2009 wurde an beiden als Closed Source- und Closed Development-Projekten gewerkt. Am Ende hätten sie als proprietäre Freeware, also unentgeltlich, angeboten werden und darüber hinaus leicht zu modifizieren sein sollen. Beiträge zu 0 A.D. kamen ständig über die Jahre, aber das Interesse an TLA nahm mit der Zeit ab. Seit September 2012 ruht die Arbeit an The Last Alliance nun.
Es war schwierig, mit den Jahren genügend Programmierer für 0 A.D. zu begeistern, sodass die Code-Weiterentwicklung vorwärtskam. Daher wurde 2008 ein Umstieg zu einem Open-Source-Projekt erwogen.
Im Juli 2009 brachte man schließlich ein solches Release heraus, der Programmcode wurde unter die GPL Version 2 gestellt, die künstlerischen Inhalte als CC-BY-SA angeboten, auch um neue Beitragende anzuziehen. Weiters wurde damit begonnen, alle paar Monate Alpha-Versionen zu veröffentlichen, um neue Features zu testen, Übersetzungen voranzutreiben und Ideen und Vorschläge aus der Community einzuholen.
Im März 2010 bspw. arbeitete rund ein dutzend Leute regelmäßig an dem Spiel, seit Entwicklungsbeginn hatten schon etwa 100 etwas beigetragen. Im September 2013 erbrachte eine Crowdfunding-Kampagne auf Indiegogo über 33.000 US-Dollar, dafür wurde ein Programmierer fest angestellt, um die Entwicklung zu beschleunigen.

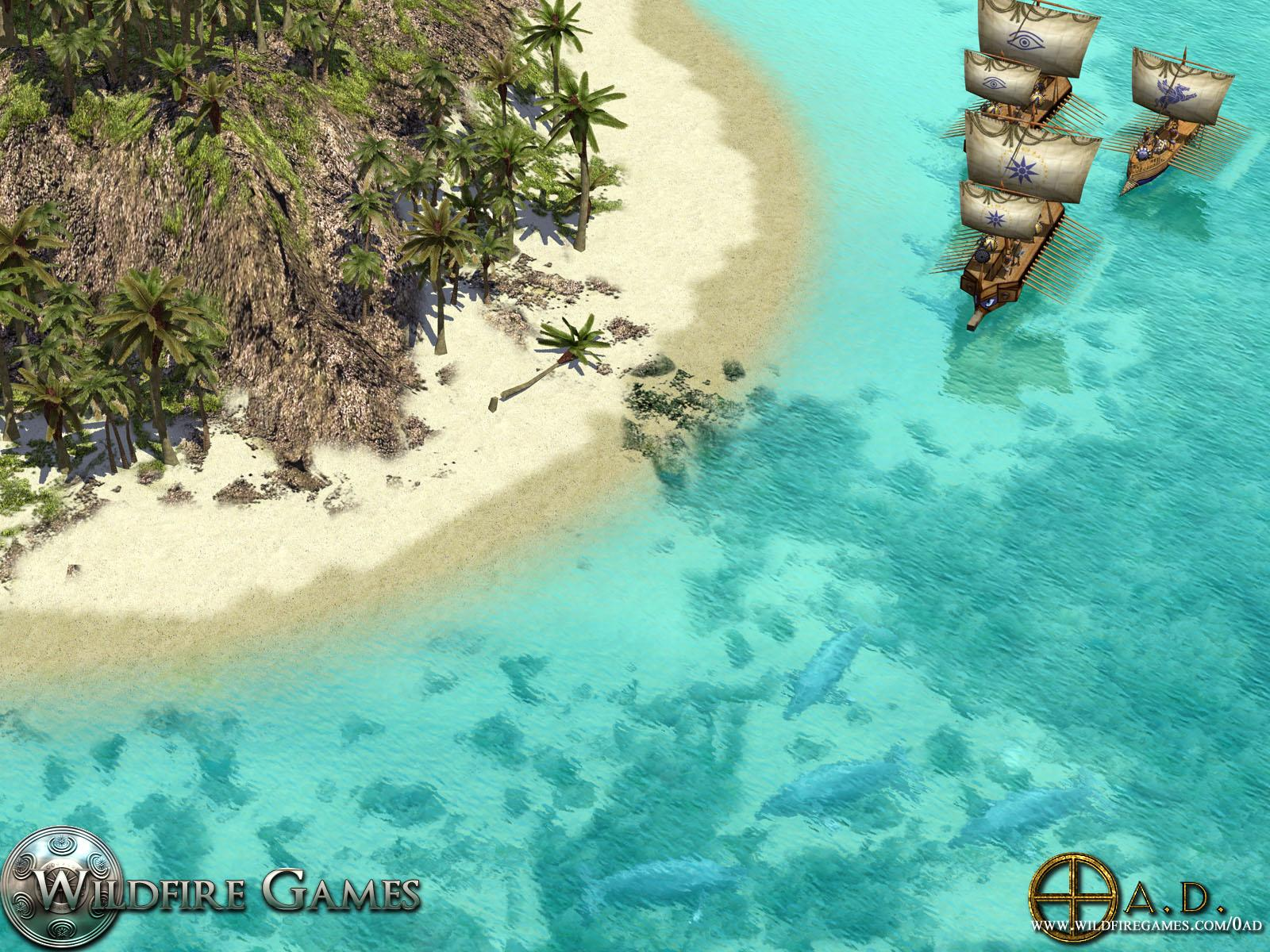
Küste aus 0 A.D.
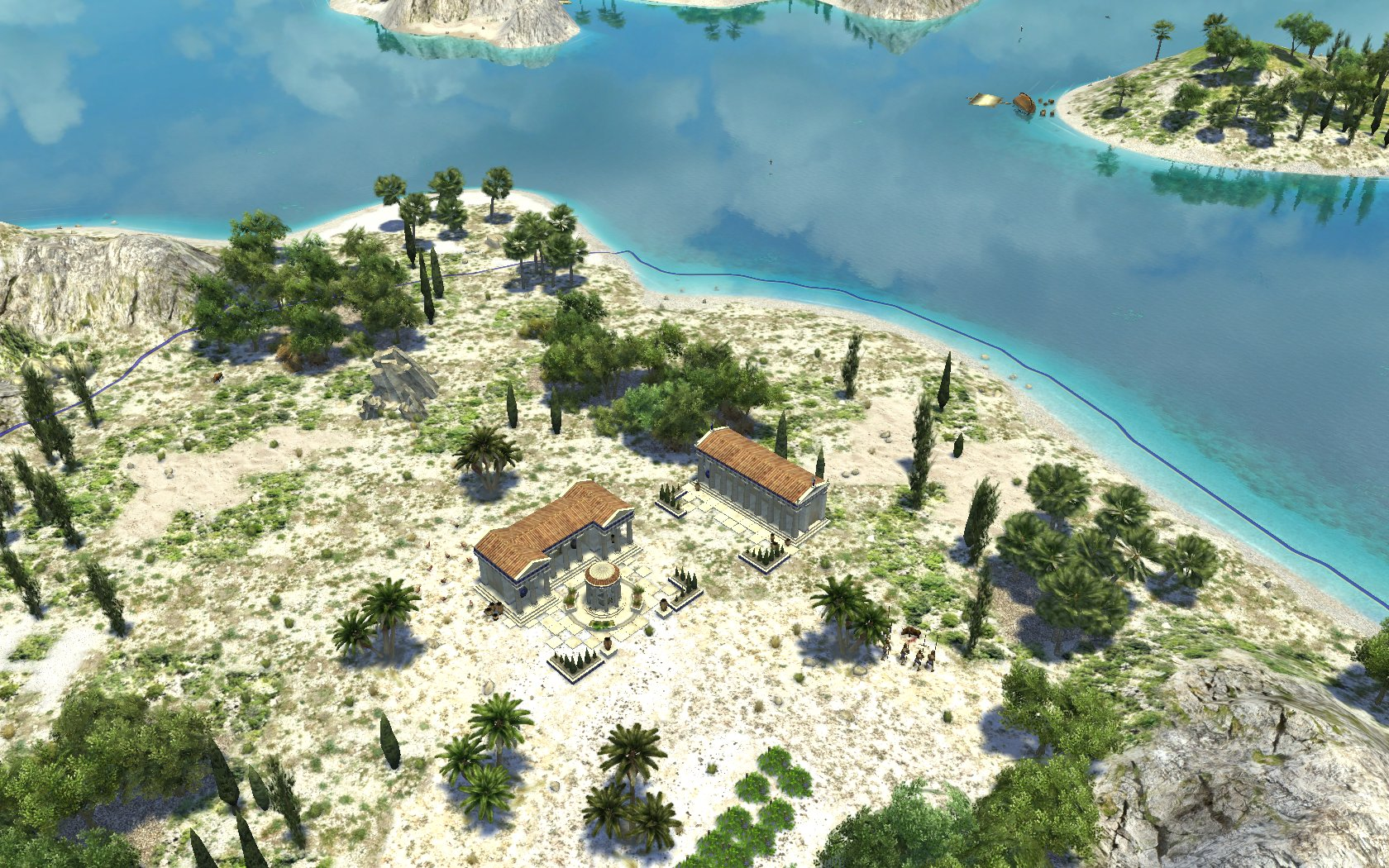
Kykladische Insel, 0 A.D.
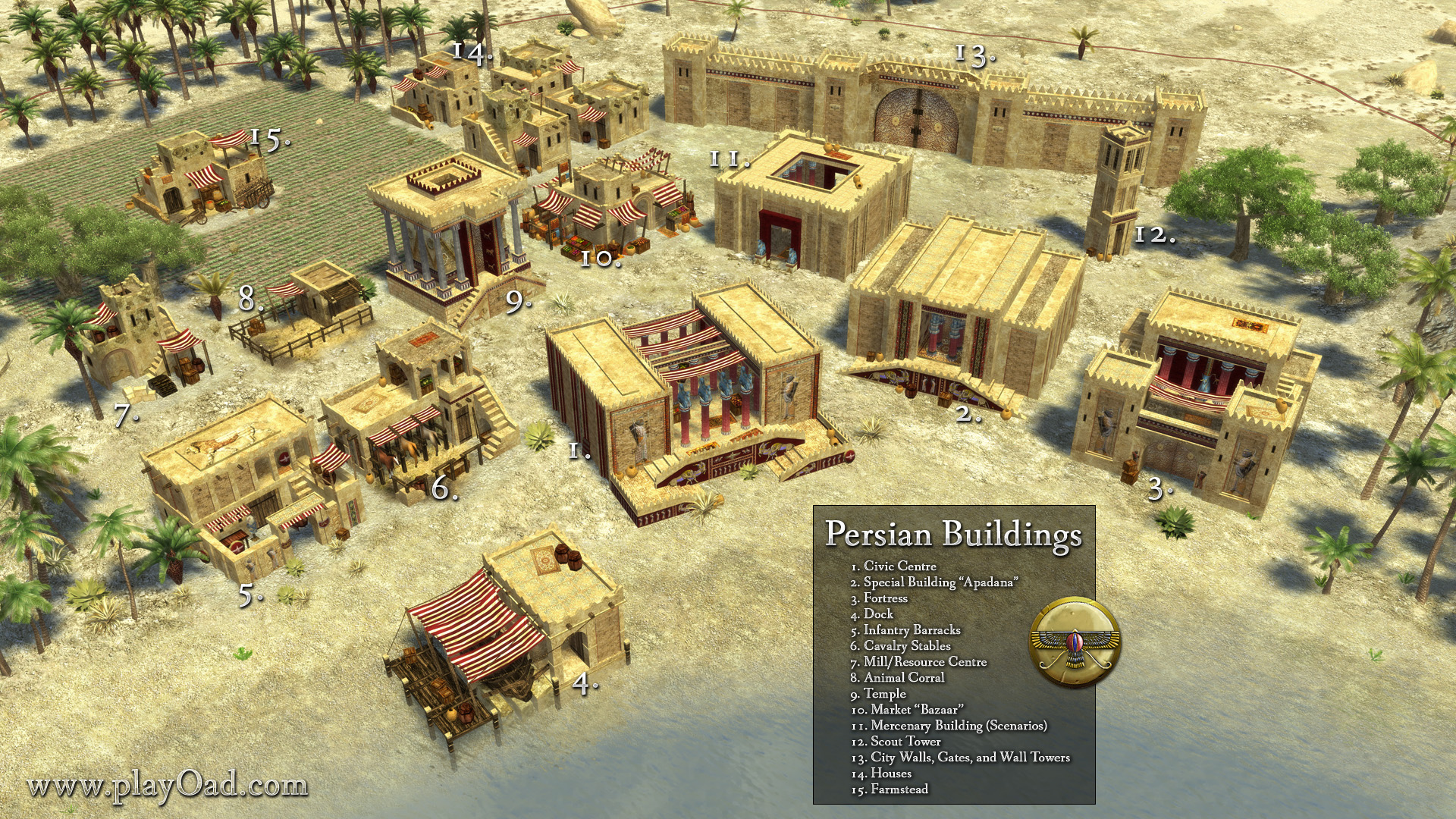
Persische Kultur, 0 A.D.
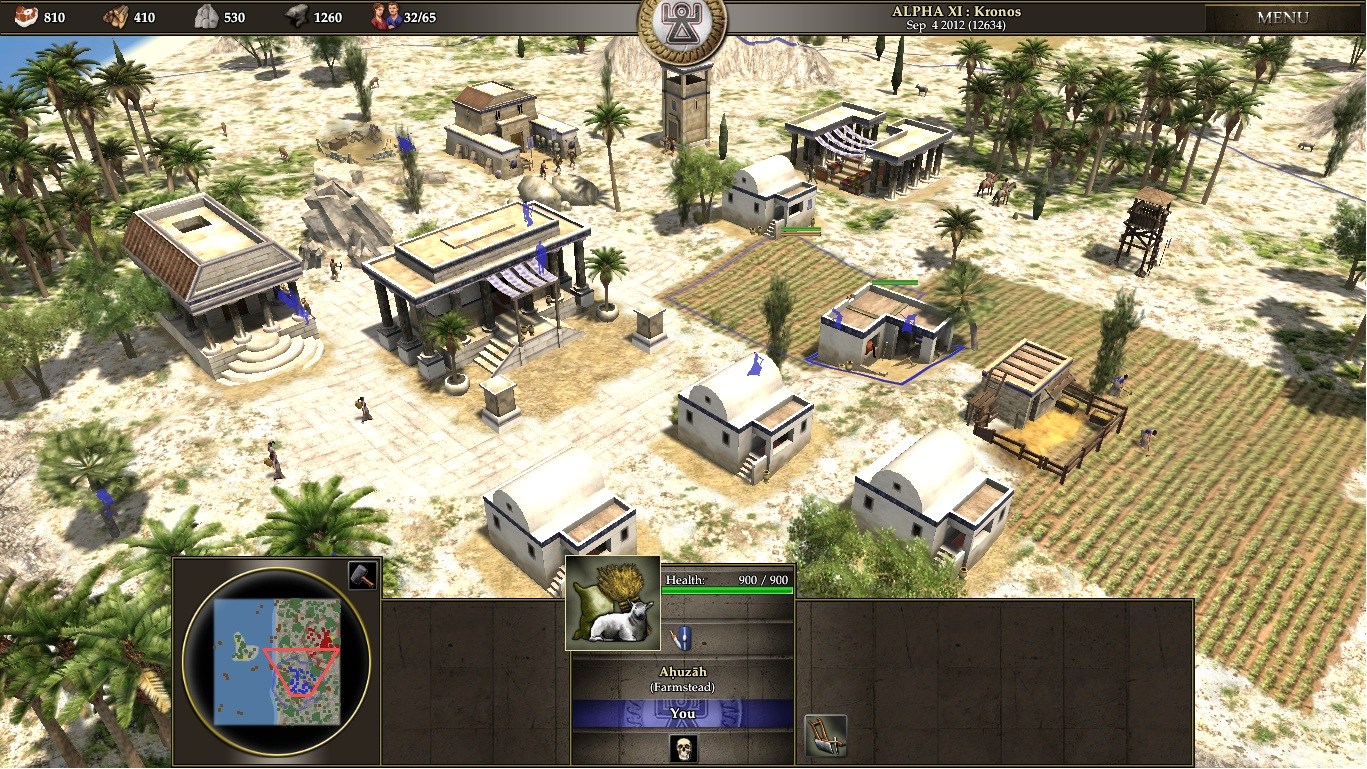
Karthagische Stadt, 0 A.D.
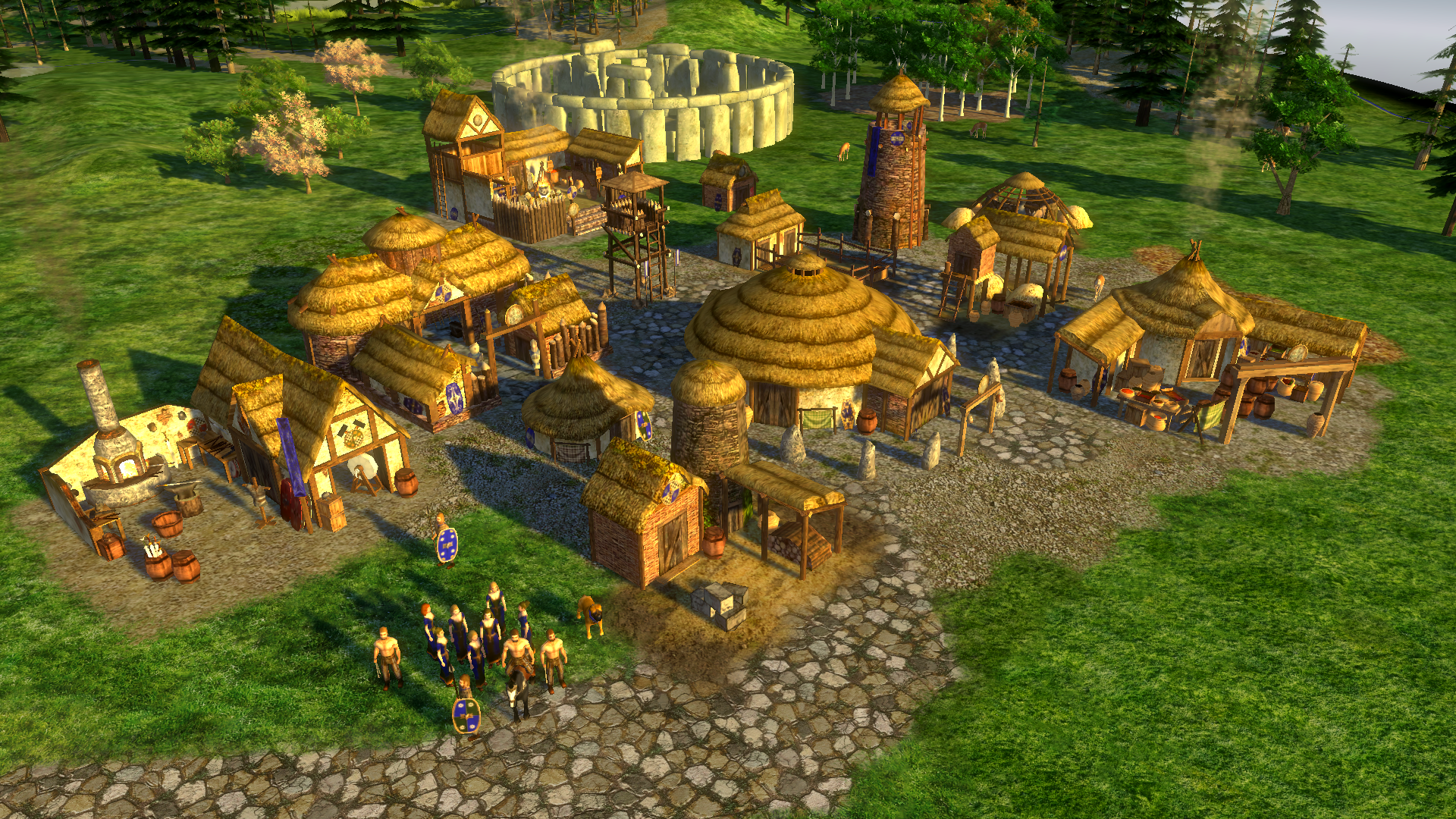
Brittonisches Dorf, 0 A.D.
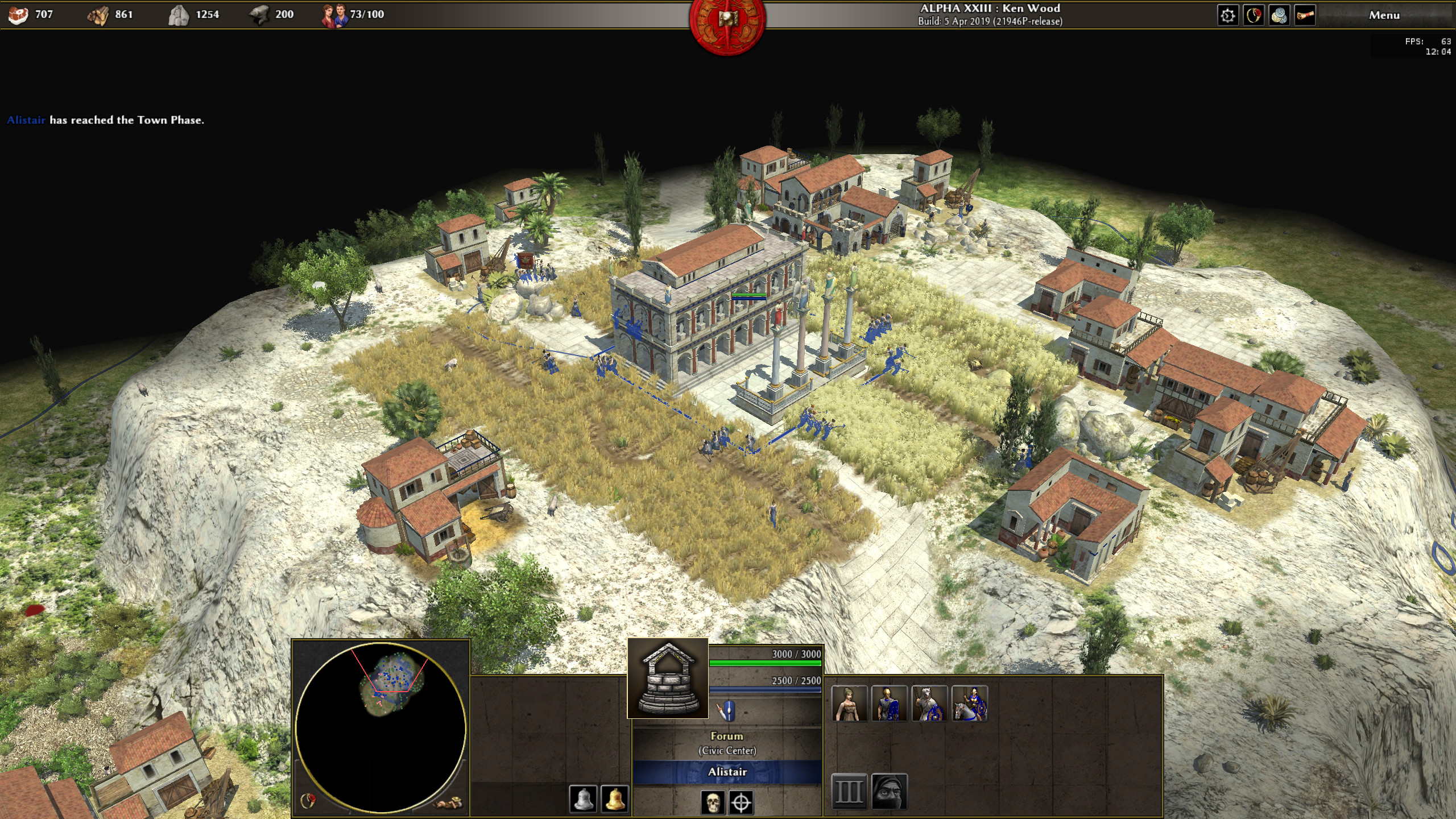
Römische Kultur, 0 A.D.
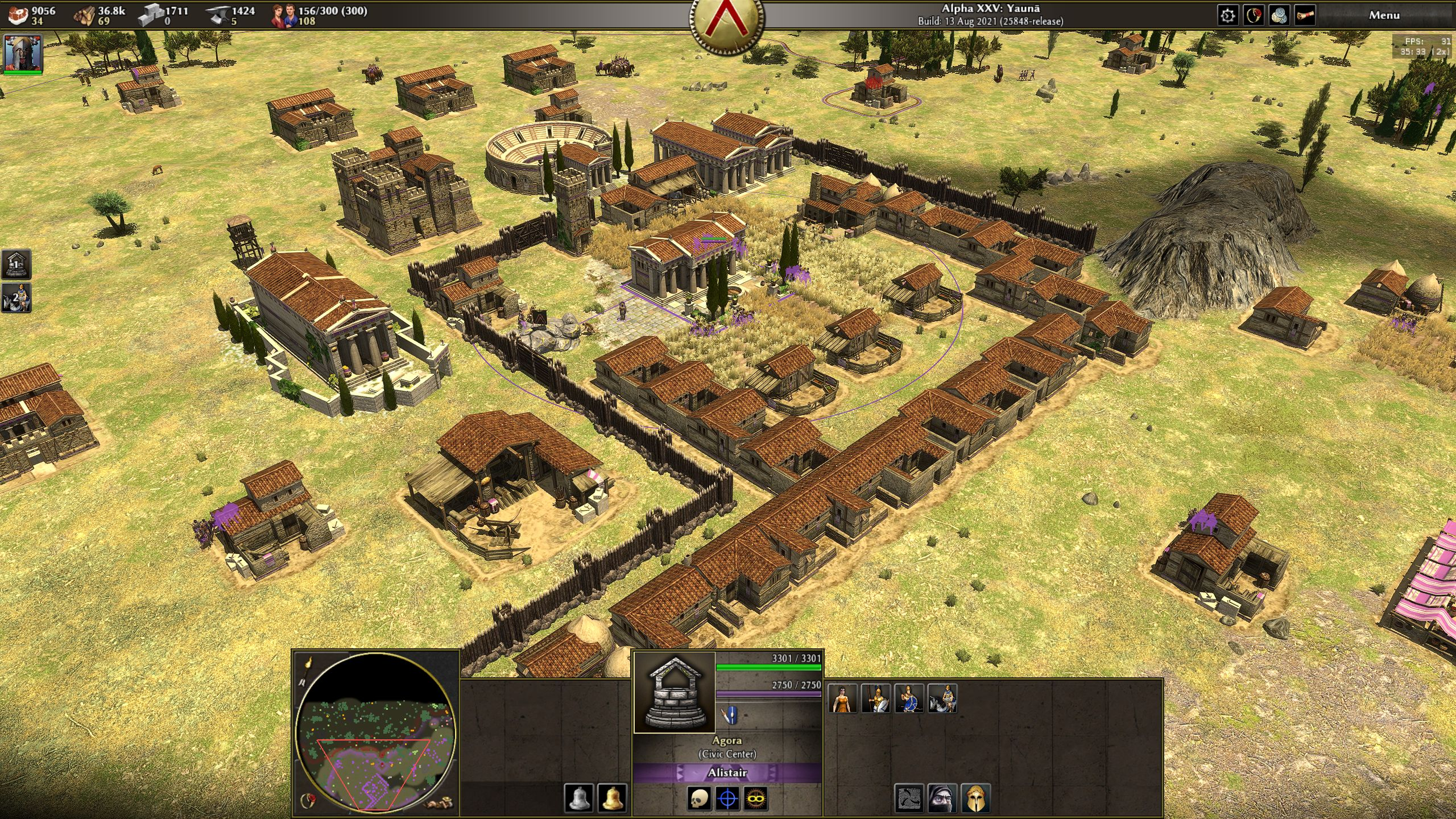
Spartaner, 0 A.D.

0 A.D. ist um Benutzerinhalte erweiterbar, weshalb sich eine Modding-Szene etablierte. Die Arbeit wird von Teilen der Gemeinschaft vorangetrieben. Als Council of Modders möchten sie Interessierte, welche sich beteiligen wollen, beim Einstieg unterstützen und gemeinsam an Erweiterungen unabhängig von der Entwicklung des Hauptspieles arbeiten. Es finden sich Modifikationen, die mehr Authentizität versprechen bzw. andere Zeiträume, Kulturen oder Verbesserungen für Bestehendes einbringen sollen (bspw. für das Ägypten der Pharaonenzeit oder das Römische Imperium). Neben der „Spaß-Mod“ 0 A.D. Ponies Ascendant (Mein-kleines-Pony-orientiert) entstehen auch Map-Packs, Szenarien (March of the Roman Empire) und ähnliches. Auf GitHub wurde ein gemeinsames Repository angelegt.

### Millennium A.D.
Millennium A.D. wählt einen späteren Zeitrahmen (das Mittelalter) und macht entsprechend andere Fraktionen, z.Bsp. Wikinger, Angelsachsen, Byzantiner, karolingische Franken spielbar. Im Sinne einer Total Conversion werden Szenarien und Inhalte ausgetauscht, die Spielmechanik und Spiel-Engine basieren auf 0 A.D., dem Hauptspiel. Die Jahrhunderte um 1000 werden in zwei Perioden geteilt: Zum einen 500–1000 n. Chr. (in etwa das Frühmittelalter), zum anderen 1000–1500 n. Chr. (Hoch- bis Spätmittelalter). Die Entwicklung folgt 0 A.D., für veröffentlichte Mod-Versionen werden ebenfalls Release-Titel vergeben. Analog zum Hauptspiel ist mit Alpha 23 Xýlo als Mod aktuell (mit Bedeutung „Holz“ in byzantinischem Griechisch, in Reminiszenz an einen verstorbenen Mitbegründer, Ken Wood).

### Aristeia
Aristeia („Aristie“ im Sinne von Excellenz) konzentriert sich auf einen früheren Zeitraum von etwa 2.000 bis 500 v. Chr. (ungefähr das Ende der Bronzezeit) und soll andere Fraktionen, in diesem Falle des Altertums, spielbar machen. Die Total Conversion mit anderen Szenarien und Inhalten basiert mit Spielmechanik und Spiel-Engine auf dem Hauptspiel. Für veröffentlichte Versionen wurden gelegentlich Release-Titel vergeben. Mit Einführung der Ägypter in Alpha-Version 16 wurde z.Bsp. Amāna-Ḥātpa, der Name eines Pharaos bekannter unter der griechischen Variante Amenophis III., gewählt. Die Entwicklung schreitet langsamer voran, ein Mod-Update auf die Alpha-Version 23 von 0 A.D. steht zur Verfügung.

### 0 A.D. Terra Magna
Mit 0 A.D. Terra Magna („Terra Magna“, große Erde im Sinne von weltweit) werden Kulturen aus anderen Weltteilen in den Vordergrund gerückt. Der Fokus der Total Conversion liegt momentan auf Fraktionen aus zwei Regionen, der Han-Dynastie (206 v. Chr. bis 220 n. Chr.) im Kaiserreich China und den Xiongnu-Reiternomaden im östlichen Zentralasien (ca. 3. Jhdt. v. Chr. bis 1. Jhdt. n. Chr.) mit Karten für asiatische Schauplätze, sowie auf den mesoamerikanischen Zapoteken (von etwa 300 v. Chr. bis 900 n. Chr.) als weiteres Volk mit entsprechenden Karten. Wie die Bezeichnung andeutet, sollen Zivilisationen aus mehreren Erdteilen ergänzt werden.
Begonnen wurde jeweils eigenständig mit dem Han-Mod (0 A.D. Rise of the East) und einem Mesoamerika-Mod aus dem Community-Forum. Später entschied man sich zur Zusammenlegung und Weiterentwicklung unter neuem Namen. Andere bereits in 0 A.D. enthaltene Völker und Gegenden können ebenso gewählt werden. Für veröffentlichte Versionen wurden Release-Titel vergeben, bei Alpha 19 für Rise of the East war dies bspw. Jīngzhì, was sich mit „Verfeinerung“ übersetzen lässt. Ein Mod-Update auf Alpha-Version 23 des Hauptspiels mit Einführung der Xiongnu ist erhältlich.

### 0 A.D. Delenda Est
0 A.D. Delenda Est sollte als Testumgebung dienen für Ideen, welche es später vielleicht in das Hauptspiel schaffen: Änderungen an der Balancierung von Einheiten, neue Funktionen (bspw. Ruhm und Kulte als Einflussfaktoren) sowie erweiterte Technologiebäume. Man wollte sich stärker auf Authentizität fokussieren, mit charakteristischen Gebäuden und Ausstattungen wie Kleidung, Alltagsgegenständen und Umgebungen, z.Bsp. in Form neuer spielbarer Karten (Maps). Es sollten neue spielbare Kulturen (momentan Thebaner, Epiroten, Scythen, das Rom der Kaiserzeit und das Reich von Kusch) erstellt werden, die Kuschiten wurden mittlerweile in 0 A.D. übernommen. Im Hauptspiel und in anderen Modifikationen enthaltene Völker und Gegenden konnten, sofern in die Mod integriert bzw. angepasst, auch ausgewählt werden. Die Weiterentwicklung geht langsamer voran, Alpha 22 ist als Mod-Version noch aktuell.

### BYZEN – 1811
BYZEN – 1811 ist eine Echtzeit-Strategie, die auf den Plattformen Windows, GNU/Linux und Android laufen soll. Entwickelt wird sie seit 2011 von EG-Games, einem Independent-Spielestudio aus Paysandú, Uruguay. Die Total Conversion und Abspaltung weist eine ähnliche Spielmechanik auf, die Spiel-Engine bleibt weitgehend erhalten. 2015 ist eine Demo-Version erschienen, der Download des finalen Spiels steht seit Ende Juni 2016 zur Verfügung.
Der Verlauf der Revolución Oriental (der Östlichen Revolution) ab etwa 1810 bildet den historischen Hintergrund. Damals formten sich aus dem spanischen Vizekönigreich des Río de la Plata erstmals unabhängige Staaten (siehe dazu Banda Oriental, span. für „östliches Ufer/Band“). In der Rolle einer einfachen Person aus dem Volk, die sich an der Rebellion beteiligt, gelangt man dabei an Orte wie Montevideo, überwiegend auf dem Gebiet des heutigen Uruguay. Die Spielfigur trifft auf Charaktere und historische Personen, wie Francisco Javier de Elío, und wird mit ihnen bzw. gegen sie agieren.

### 0BC Time Machine
0BC Time Machine ist eine Echtzeit-Strategie, die sich um Realismus bemüht (lt. Eigenbezeichnung Realistic Sim), für die Plattformen Windows, Mac OS X, GNU/Linux und Android. Sie wird entwickelt von den Magic Philosophers, einer Gruppe mit Faible für Geschichte und Fantasy.
Das Spiel nimmt nicht nur einen Zeitrahmen als Ausgangspunkt, sondern die ganze Menschheitsgeschichte von der Früh- bis in die Jetztzeit. Als Idee schwebt vor, eine virtuelle Zeitmaschine mit Kontinuitäten (über den Ablauf der Jahrhunderte) zu erstellen und so die Geschichte der Menschheit spielend näher zu bringen. Unterscheidungsmerkmale zu 0 A.D. sind unter anderem realistische Features wie Zeitablauf (über die Jahrhunderte, aber auch Jahreszeiten und Tag-Nacht-Zyklen), das Begründen und Zusammengehen von Zivilisationen und ein sich entwickelndes Fertigkeitensystem.
Es soll eine Mischung aus Echtzeitstrategie- und Computer-Rollenspiel-Elementen mit Kooperation enthalten und ein Herrschaftssystem, wobei vieles bis dato noch in der Planungsphase steckt. Weiters sind Fantasy- bzw. magische/mythologische Szenarien angedacht, da die Gruppe z.Bsp. auch Tolkien-Fans beinhaltet. Die Total Conversion soll, als Abspaltung, eine andere Spielmechanik und eine angepasste Spiel-Engine erhalten.

### The Last Alliance
Das Spiel The Last Alliance sollte eine Echtzeit-Strategie basierend auf dem mythischen Arda, also Tolkiens Welt werden. Zum Konzept gehörten, neben Programmcode, Artikel über die Werke Tolkiens und davon inspirierte Illustrationen und Graphiken als Artwork.
Durch das Interesse an J. R. R. Tolkiens Werk (u. a. durch die Kinofilme zu Der Herr der Ringe) überlegten sich 2001 Mitglieder der Wildfire Studios Ideen, die zu der Mod The Last Alliance (TLA) führen sollten. Anfang 2002 wurde TLA zum ersten Projekt der (inzwischen umbenannten) Wildfire Games, bald darauf startete 0 A.D., welches sich unabhängig weiter entwickelte. 2002 wurde ein Konzept für das Spieldesign erstellt, an Graphiken und Programmcode gearbeitet, obwohl im Sommer die Projektleitung wechselte. Neue Leute kamen hinzu, und mit Dezember 2002 arbeiteten über ein dutzend Aktive am Spiel. Als „Schwester-Projekt“ von 0 A.D. sollte es dieselbe Spiel-Engine verwenden. Im Frühjahr 2003 allerdings hatte das Team rechtliche Fragen zu klären, woran es sich schließlich orientieren musste. Die Entwicklung ging noch bis 2007 weiter, kam dann aber zum Erliegen. Im September 2012 wurde bekannt gegeben, dass die Arbeiten bis auf weiteres ruhen. Das Projekt wurde für daran Interessierte archiviert.

## Rezeption und Auszeichnungen
Die Age-of-Empires-II-Modifikation Rome at War war zu ihrer Zeit sehr erfolgreich.
- Seit 2001 wurde die Rome at War-Mod mehrere 1.000 mal heruntergeladen und ist bis heute erhältlich.
- Sie kam als Beilage in Hefte der Zeitschriften PC Powerplay (aus Australien) und GameStar (Deutschland).

Obwohl noch im Alpha-Stadium, wurde 0 A.D. bis jetzt gut aufgenommen.
- 2008 und 2009 wurde das Spiel jeweils (durch die Mod-DB- bzw. Indie-DB-Community) unter die Top 100 Best Upcoming Mods and Indies gewählt.[37][38]
- 2009 bekam es Platz drei der Wahl zum Player's Choice Upcoming Indie Game of the Year,[39] 2012 Platz zwei.[40] 2010 und 2013 eine „ehrenvolle Erwähnung“.[41][42]
- 2012 wurde 0 A.D. SourceForge-Projekt des Monats Juni,[43] 2013 und 2015 von LinuxQuestions.org zum Open Source Game of the Year gewählt.[44][45]